# Lagoa de Velhos
Lagoa de Velhos is een gemeente in de Braziliaanse deelstaat Rio Grande do Norte. De gemeente telt 2.789 inwoners (schatting 2009).